# José Moñino y Redondo, conte di Floridablanca
Don José Moñino conte di Floridablanca (Murcia, 21 ottobre 1728 – Siviglia, 30 dicembre 1808) è stato un politico spagnolo.

## Biografia
Figlio di un ex ufficiale, studiò legge all'università di Salamanca e iniziò a lavorare alla corte spagnola in qualità di legale. Diventò ambasciatore presso la santa sede nel 1772, per volere del primo ministro, il marchese di Squillace, e ricevette il titolo di conte di Floridablanca nel 1773, per il successo ottenuto come ambasciatore e per l'importanza avuta nelle deliberazioni che condussero all'espulsione dei Gesuiti in Spagna nel 1767.

## Capo ministro
Esattamente dieci anni dopo, nel 1777, divenne primo ministro, sotto Carlo III, ed iniziò la sua gestione con misure come il condono del ritardo dei contributi alla corona, limitazione del prezzo del pane, restrizione dell'accumulo dei beni di mano morta e l'impulso dello sviluppo economico. La rivoluzione francese nel 1789 cambiò radicalmente la politica spagnola. Con le notizie giunte dalla Francia, il nervosismo della corona salì e finì per sciogliere le Corti che, controllata dal conte di Floridabianca, si riunì intorno alla figura del principe delle Asturie, il figlio di Carlo IV, Ferdinando. Secondo il sovrano l'isolamento sembrava essere l'unico rimedio per evitare che le idee rivoluzionarie si propagassero anche in Spagna.
Di fronte alla gravità dei fatti, lasciò in sospeso i suoi "Patti di Famiglia", stabilì stretti controlli alla frontiera per impedire l'espansione rivoluzionaria ed effettuò una forte pressione diplomatica in appoggio a Luigi XVI. Allo stesso modo, pose fine ai progetti riformisti del regno precedente e li sostituì con idee conservatrici e la forte repressione, fondamentalmente per mano dell'Inquisizione.
Acceso fautore del potere centrale della corona, si scontrò con i privilegi dell'aristocrazia locale, soprattutto quella della fazione aragonese, che aveva come proprio alleato a corte l'amante della regina, il duca Manuel Godoy e il conte di Aranda, i quali riuscirono ad accusarlo di appropriazione indebita e a farlo deporre dalla sua carica nel 1792. Il conte di Floridablanca venne così imprigionato nel castello di Pamplona, dove rimase recluso per circa tre anni e liberato solo grazie all'intervento diretto di suo fratello.
Quando Napoleone marciò verso la Spagna nel 1808, venne proclamato a furor di popolo presidente della Corte Suprema Centrale, con lo scopo di resistere all'invasione, ma, alla veneranda età di ottant'anni, fallì nel suo compito e morì di vecchiaia in quello stesso anno.